# Poiana Botizii
Poiana Botizii – wieś w Rumunii, w okręgu Marmarosz, w gminie Băiuț. W 2011 roku liczyła 235 mieszkańców.